# Julija Alexandrowna Kurotschkina
Julija Alexandrowna Kurotschkina (russisch Юлия Александровна Курочкина; * 10. August 1974 in Schtscherbinka, Oblast Moskau, Sowjetunion) ist ein russisches Model und Miss World 1992.

## Leben
Kurotschkina gewann am 12. Dezember 1992 den Miss-World-Wettbewerb in Sun City, Südafrika unter 83 Kandidatinnen. Damit war sie die erste Russin, die diesen weltweiten Wettbewerb gewinnen konnte. Russland nahm 1992 zum ersten Mal an diesem Wettbewerb teil.
Nach der Model-Karriere hat Kurotschkina ein Reisebüro eröffnet. Sie ist verheiratet und hat eine Tochter.